# Glàucies d'Il·líria
Glàucies (en llatí Glaucias, en grec antic Γλαυκίας) era un rei dels taulantis, una de les tribus d'Il·líria i amb poder sobre altres tribus menors.
El menciona Flavi Arrià, i diu que l'any 335 aC va ajudar el rei Clitos, cap d'una de les tribus il·líries contra Alexandre el Gran. Tots dos van ser derrotats i Clitos es va haver de refugiar al territori dels taulantis on Alexandre no els va perseguir en conèixer la notícia de la revolta de Tebes. Les fonts no en parlen durant 20 anys, i després torna a aparèixer quan va donar asil al jove Pirros, quan el seu pare Aecides va ser expulsat de l'Epir, cosa que el va enfrontar amb Cassandre que volia apoderar-se de l'Epir i que va oferir a Glàucies 200 talents pel cap del jove príncep (circa el 317 aC), oferta que Glàucies no va acceptar. Poc després, Cassandre va ocupar el país, i encara que havia vençut Glàucies, aquest no li va entregar Pirros, tot i que es va comprometre a no atacar al rei de l'Epir ni a cap dels seus aliats.
Quan l'any 313 aC els epirotes van restablir Aecides al tron, els macedonis van envair el país i el van derrotar dues vegades; també van envair el territori de Glàucies, que era el seu aliat, (potser l'any 312 aC) i van obtenir una victòria; per un tractat va haver d'acceptar fer la pau amb els aliats de Macedònia, especialment amb el rei de l'Epir Alcetes II que s'havia aliat a Cassandre (312 aC). El jove Pirros va romandre a la cort il·líria fins al 307 aC quan una revolta popular va enderrocar i matar a Alcetes i els seus dos fills, i Glàucies va ajudar a la proclamació de Pirros (que tenia 12 anys) com a nou rei, segons Diodor de Sicília i Plutarc.
El territori de Glàucies limitava amb les ciutats gregues d'Apol·lònia i Epidamne (que quedaven rodejades de territori il·liri) i Glàucies es va enfrontar sovint amb aquestos estats i el 312 aC amb ajut de Còrcira, es va arribar a apoderar d'Epidamne. No se sap quan va morir però encara regnava el 302 aC quan Pirros va anar a la seva cort per estar present a la boda d'un dels seus fills.